# Lake Vida
Der Lake Vida ist ein See im ostantarktischen Viktorialand. Im Victoria Valley liegt er nördlich des Mount Cerberus.
Teilnehmer einer von 1958 bis 1959 dauernden Kampagne im Rahmen der neuseeländischen Victoria University’s Antarctic Expeditions (1958–1959) benannten ihn nach Vida (oder Vaida), einem der Schlittenhunde der Terra-Nova-Expedition (1910–1913) unter der Leitung des britischen Polarforschers Robert Falcon Scott.